# Nicoletta Tinti
Nicoletta Tinti (Arezzo, 22 maggio 1979) è un'ex ginnasta italiana, membro della nazionale di ginnastica ritmica che prese parte ai Giochi olimpici di Atlanta.
Gareggiava per la Ginnastica Francesco Petrarca di Arezzo.
Ha partecipato ai mondiali di Parigi 1994, Vienna 1995 e Budapest 1996.
Nel 1996 inoltre vince, in squadra con Elena Carloni, Manuela Cocci, Irene Leti, Susanna Marchesi, Elisa Randellini e Sara Rustici, il campionato di Serie A. Nell'estate dello stesso anno partecipa ai Giochi della XXVI Olimpiade.
Dal 2003 al 2007 è stata danzatrice presso la Florence Dance Company.
Nel 2008 è diventata paraplegica a causa di una ernia discale.
Nel 2009 ha conseguito la laurea magistrale in ingegneria civile e ha iniziato a lavorare come libero professionista.
Nel 2014 è tornata a danzare grazie all'amicizia con Silvia Bertoluzza, con la quale nel 2015 ha fondato la Compagnia InOltre.
Il 18 Dicembre 2015 è in scena con la prima dello spettacolo AsSENZA.